# Gefecht bei Sarı Bayır

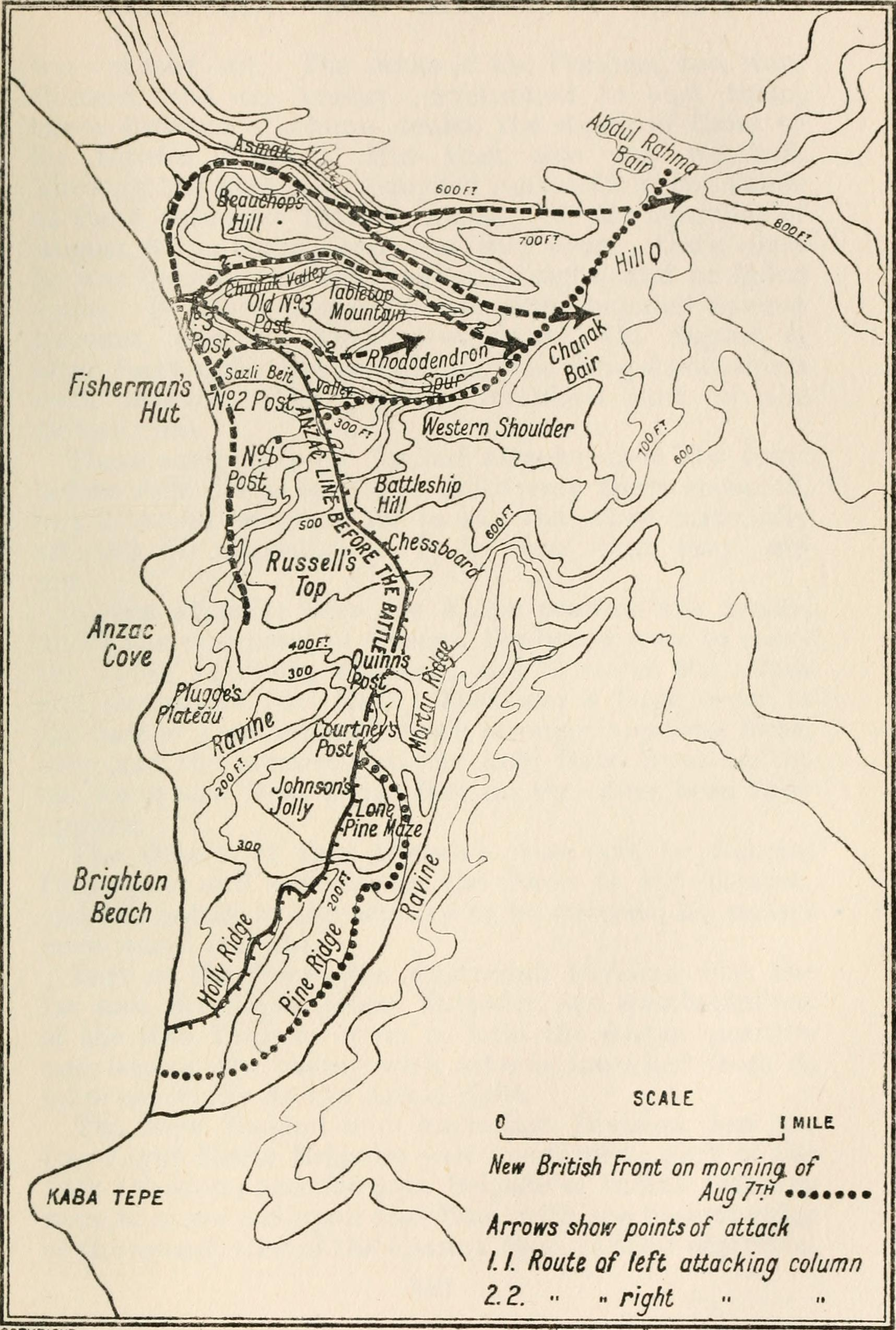
Karte des britischen Angriffs, 6.–8. August

Das Gefecht bei Sarı Bayır (türkisch: Sarı Bayır Harekâtı), auch bekannt als August-Offensive (Ağustos Taarruzları), war der letzte Versuch der Briten ab 6. August 1915, die Kontrolle über die Halbinsel Gallipoli vom Osmanischen Reich während des Ersten Weltkriegs zu übernehmen.
Um die Anafarta-Hügel zu sichern wurde eine neue Landung in der Suvla-Bucht durchgeführt, gleichzeitig erfolgte vom Anzac-Brückenkopf durch die New Zealand and Australian Division ein Vorstoß nach Norden, um die Kontrolle über den Sari-Bair-Kamm zu erlangen und die Verbindung mit dem neuen Landekopf der Briten herzustellen.
Marineoperationen – Arıburnu – Kap Helles – Krithia I – Krithia II – Krithia III – Zığındere – Sarı Baır – Kirte Bağları – Kanlısırt – Anafartalar – Anafarta – Kılıçbayır – Chunuk Bair – Scimitar Hill – Höhe 60

## Hintergrund
Die Gallipoli-Kampagne konzentrierte sich seit der alliierten Landinvasion am 25. April 1915 bereits drei Monate lang, an nur zwei Frontabschnitten – bei Anzac und Kap Helles – und war für die Angreifer mit enormen Verlusten und geringem Geländegewinn festgelaufen. Im August 1915 schlug das britische Oberkommando eine neue Operation vor, um den Feldzug durch die Einnahme des Sari-Bair-Kamms, einer Anhöhe, welche die Mitte der Halbinsel Gallipoli über der Anzac-Landung dominierte, wiederzubeleben.

## Planung
Die Landung in der Suvla-Bucht sollte durch Truppen des britischen IX. Korps unter dem Kommando von Generalleutnant Sir Frederick Stopford erfolgen. Dem Oberkommandanten der Mediterranean Expeditionary Force, General Sir Ian Hamilton, wurden für die geplante Landung in der Suvla-Bucht drei Divisionen der britischen New Army zugeführt:
- 10th (Irish) Division (Lieutenant-General Bryan Mahon),
- 11th (Northern) Division (Major General Frederick Hammersley) und die
- 13th (Western) Division (Lieutenant-General Frederick C. Shaw) – alle bisher unerprobt im Kampf.

Später wurde er noch mit zwei Divisionen der Territorial Army verstärkt:
- 53rd (Welsh) Division (Major-General John Lindley) und die
- 54th (East Anglian) Division (Major-General Francis S. Inglefield) und eine Division abgesessener Yeomanry (Reserve), die 2nd Mounted Division (Major-General	William E. Peyton).

Der reaktivierte Generalleutnant Stopford war 1909 in den Ruhestand gegangen und hatte noch nie Soldaten im Kampf kommandiert. Seine Ernennung erfolgte ausschließlich auf der Grundlage des Dienstalters, aber sein Zögern während der Vorbereitungen für die Landung hätte Hamilton warnen sollen, dass er für das Kommando nicht geeignet war.

## Der Angriff

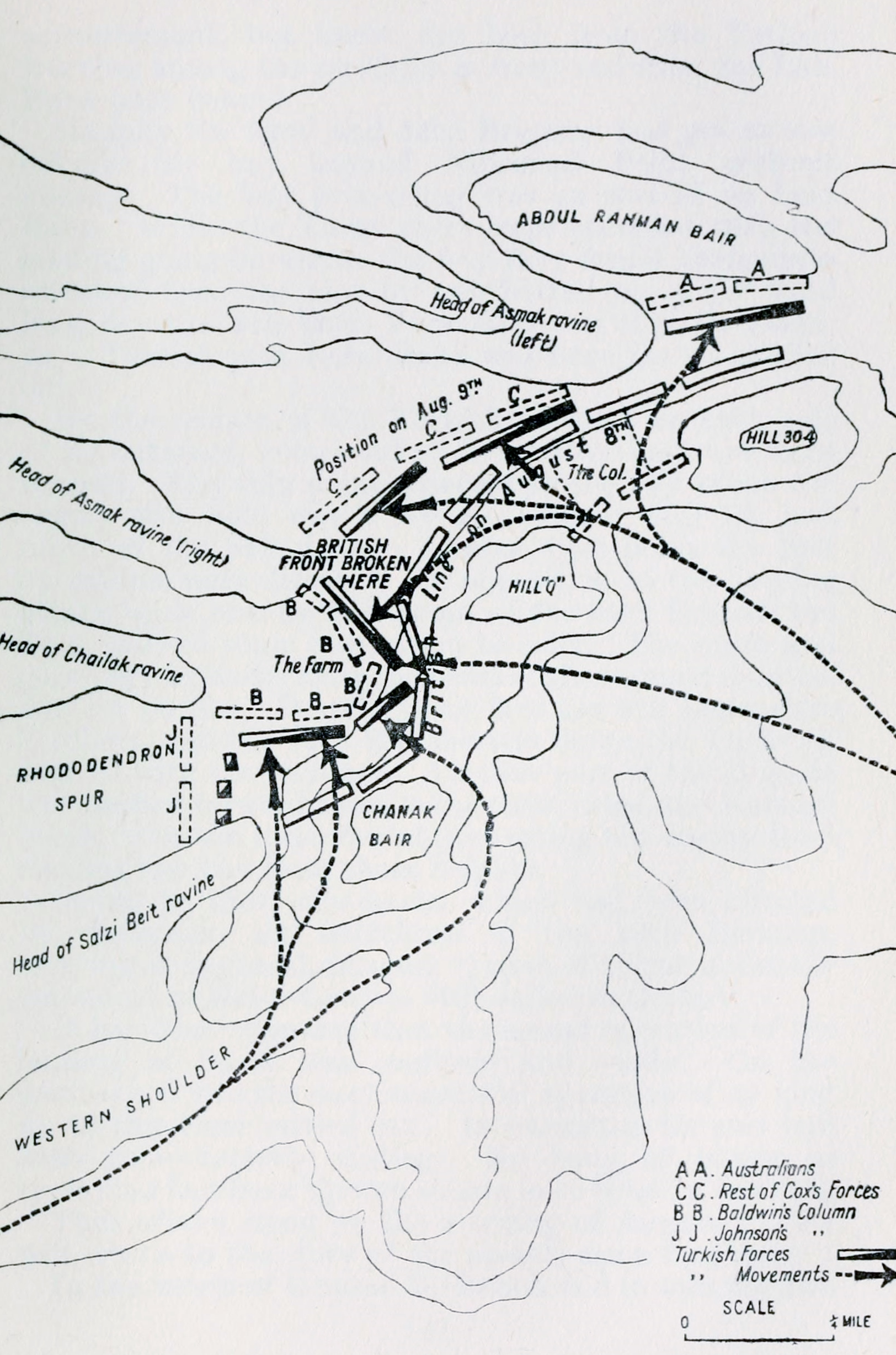
Gefecht bei Sari Bair

Der neue Angriff vollzog sich am 6. August mit der Anlandung von Stopfords Truppen in der Suvla Bay, etwa 5 Meilen (8,0 km) nördlich des bestehenden Anzac-Landekopfes. Die  Truppen des ANZAC-Corps (Lieutenant-General William Birdwood) starteten gleichzeitig den Angriff nach Norden mit dem Ziel, die dominierenden Anhöhen durch das zerklüftete Land an der Sari-Bair-Kette zu erobern und sich mit den Landungstruppen in der Suvla-Bucht zu verbinden. Am Südabschnitt der Halbinsel bei Kap Helles sollten Briten und Franzosen einen Ablenkungsangriff führen, aber dann  in der Defensive bleiben.
Die Landung in Suvla sollte um 22 Uhr beginnen, eine Stunde nachdem die beiden angreifenden Kolonnen aus Anzac Cove in Richtung der Sari-Bair-Höhen angetreten waren. Planmäßig sollte bei Suvla die 11. Division mit der 32. Brigade (General H. Haggard), der 33. Brigade (General R. P. Maxwell) und der 34. Brigade (General W. H. Sitwell) südlich von Nibrunesi Point, der Südspitze der Bucht an Land gesetzt werden. Die 30. Brigade (General L. L. Nicol) und 31. Brigade (General F. F. Hill) der 10. Division sollten erst am Morgen des 7. August nachfolgen. Das Ziel der Truppen des IX. Korps war es, den Hügelring zu erobern, der die Suvla-Ebene umgab: namentlich die Position Kiretch Tepe entlang der Küste im Norden, Tekke Tepe im Osten und der Anafarta Sporn im Südosten.
Die bei Anzac Cove liegenden australischen und neuseeländischen Truppen unter Generalmajor Alexander Godley hatten Befehl zuerst den Angriff auf Lone Pine zu führen. Vorne angesetzt waren die ANZAC Division, während die neu eingetroffene britische 13. Division, die indische 29. Brigade (Brig. Gen. Herbert Vaughan Cox) und Teile der 10. (irischen) Division die Reserve bildeten.
Die sich daraus entwickelnde Schlacht von Sari Bair fand hauptsächlich um den Kamm von Kocaçimentepe statt, was auf Türkisch „Großer Grashügel“ bedeutet. Der Gipfel war den Briten als „Hill 971“ bekannt und sie verwendeten fälschlicherweise den Namen für einen kleineren Kamm auf den Hauptzug, Sarı Bayır, übersetzt etwa „Yellow Slope“, der an der imposanten Klippe über der Anzac Cove endete, welche als „The Sphinx“ bekannt wurde.

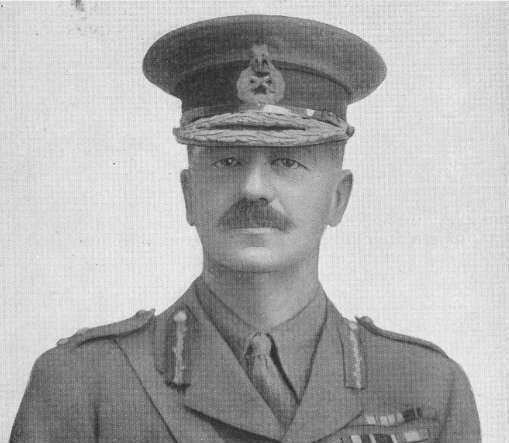
Brigadegeneral Francis Earl Johnston

Der australische Angriff begann nach Einbruch der Dunkelheit. Vorhuten wurden ausgesandt, um die Ausläufer zu sichern, über welche die nachfolgenden beiden Angriffskolonnen vorgehen sollten, um die Kette des Chunuk Bair, Hill Q und Hill 971 zu erobern. Die neuseeländische Infanteriebrigade unter Brigadegeneral Francis Earl Johnston sollte am rechten Flügel an mehreren Stellen aufsteigen, um den Chunuk Bair über den Rhododendron Ridge zu erobern, während die australische 4. Brigade unter General John Monasch mit der Einnahme von Hill 971 beauftragt war.
Die wichtigsten türkischen Schützengräben bei Lone Pine wurden erobert, die Nahkämpfe zogen sich aber noch mehrere Tage hin. Der im Schutz der Dunkelheit angesetzte Angriff auf Hügel 971 verlief aber von Anfang an schief. Durch schlechte Karten und unzureichende Kenntnisse über das Gelände behindert, verirrte sich die 4. Brigade während des Aufstieges. Die neuseeländische Infanteriebrigade und eine indische Gebirgsbatterie – fanden nicht den Weg durch Rhododendron Ridge unterhalb des Gipfels des Chunuk Bair und blieben bis zum Morgengrauen des 7. August weit hinter dem Angriffsziel zurück. Am nächsten Tag geriet die 4. Brigade dann an der Höhenlinie Abdel Rahman unter schweres türkisches Maschinengewehrfeuer, das den Vormarsch vollends stoppte.  Am rechten Flügel eroberten die New Zealand Mounted Schützen und das Maori-Kontingent vier der fünf ihnen zugewiesenen Schlüsselpositionen – Old Post, Big Table Top, Destroyer Hill und Little Table Top. Die fünfte Position (Bauchop's Hill) erwies sich als zu schwierig, wobei die Mounted Truppen etwa 100 Verluste erlitten und ihren kommandierenden Offizier, Oberstleutnant Arthur Bauchop verloren.
Ein neuer Angriff auf The Nek am frühen Morgen des 7. August sollte mit der Einnahme von Chunuk Bair abgeschlossen werden. Vier Wellen leichter australischer Reiter wurde befohlen, diesen schmalen Bodenstreifen zu stürmen. Sie wurden von türkischem Maschinengewehrfeuer niedergemäht: Die 600 Mann, die vorrückten, hatten 400 Tote und Verwundete.
Am 10. August erfolgte ein von Mustafa Kemal Pascha koordinierter osmanischer Gegenangriff, die alliierte Front wurde dabei um etwa 500 bis 1.000 Meter zurückgedrängt. Der Durchbruch an der Sarı-Bayır-Linie wurde zwar abgewendet, das Ziel – die Briten in der Suvla-Bucht ins Meer zurückzuwerfen – wurde von den Türken aber nicht erreicht.

## Folgen
Generalleutnant Stopford ließ seine Soldaten im Suvla-Landekopf ausharren und verzichtete auf ein energisches Vorgehen, obwohl er ab 10. August zusätzlich auch über die 53. (Welsh) und 54. (East Anglian) Division verfügen konnte. Dies gab der osmanischen Armee die Möglichkeit, weitere Divisionen zu dem Landungsabschnitt zu beordern und dann die günstigen Verteidigungsstellungen zu besetzen. Am 16. August 1915 wurde Stopford durch General de Lisle ersetzt, der bis zur Ankunft von General Byng zum temporären Befehlshaber des IX Corps ernannt wurde.